# Kärrdvärgblomfluga
Kärrdvärgblomfluga (Neoascia tenur) är en tvåvingeart som först beskrevs av Harris 1780.  Kärrdvärgblomfluga ingår i släktet dvärgblomflugor, och familjen blomflugor. Arten är reproducerande i Sverige. Inga underarter finns listade i Catalogue of Life.